# Erich Šefčík
Erich Šefčík (2. července 1945 Kravaře – 15. října 2004 Opava) byl český archivář, historik, numismatik, organizátor vlastivědné práce a odborník na dějiny Slezska, z nich pak zejména na dějiny Těšínska.

## Život
Studoval na Filozofické fakultě brněnské univerzity (1963–1968, obor archivnictví), roku 1973 získal titul PhDr. na olomoucké univerzitě. V letech 1968–1969 působil ve Státním archivu v Plzni, 1969–1976 v pobočce Státního archivu Opava v Janovicích u Rýmařova (od 1970 vedoucí pobočky), 1976–1977 v ústředí Státního archivu v Opavě. V letech 1977–1996 pracoval ve Slezském muzeu v Opavě (1977–1983 vedoucí historicko-numismatického oddělení, 1983–1996 vedoucí numismatického oddělení). V roce 1996 založil Zámecké muzeum v Kravařích. Zde působil až do své smrti. Přednášel externě na Ostravské univerzitě, politicky se angažoval jako radní města Kravař.
V roce 2004 mu byla udělena pamětní medaile Cypriana Lelka za kulturní a osvětovou činnost ve prospěch Hlučínska. 

## Vybrané publikace
- Němec, Emerich – Šefčík, Erich: Listinář Těšínska. Sbírka listinného materiálu k dějinám knížectví Těšínského 1571–1600, Český Těšín 1978
- Němec, Emerich – Šefčík, Erich: Listinář Těšínska. Sbírka listinného materiálu k dějinám knížectví Těšínského 1601–1614, Český Těšín 1981
- Šefčík, Erich: Pečeti těšínských Piastovců, Ostrava 1982
- Němec, Emerich – Šefčík, Erich: Listinář Těšínska. Sbírka listinného materiálu k dějinám knížectví Těšínského 1615–1625, Český Těšín 1984
- Šefčík, Erich: Listinář Těšínska. Sbírka listinného materiálu k dějinám knížectví těšínského 1625–1652, Český Těšín 1986
- Šefčík, Erich – Bittner, Eustach: Faleristická sbírka Slezského muzea v Opavě, Opava 1988
- Šefčík, Erich: Zemské zřízení Těšínského knížectví z konce 16. století, Český Těšín 2001 (Studie o Těšínsku ; 17)